# يورغن زوندرمان
هانز يورجن زوندرمان (25 يناير 1940 - 4 أكتوبر 2022)، هو لاعب ومُدرب كرة قدم ألماني، لعب كلاعب خط وسط.

## روابط خارجية
- يورغن زوندرمان على فرق كرة القدم الوطنية.كوم